# 在港印尼人
在港印尼人，在2015年人口約165,750人，是香港第三大族群，僅次於菲律賓人。他們多是以外籍家庭傭工身份來到香港，在港印尼勞工佔全世界海外印尼人勞工人口的2.4%。
2020年香港小姐亞軍陳楨怡是首名印尼裔香港小姐三甲得主。

## 就業
在2006年估計有102,100個印尼人在香港工作，80%-90%是女性。這比6年前記錄的41,000人增長了約150％，而在同一時期，菲律賓的家庭傭工人數減少了。一些報導認為這是因為一些僱主認為菲律賓人“更難管理”，以及就業機構對印尼家庭傭工的更好培訓。印度尼西亞派遣工人到香港的就業機構通常提供至少三至六個月的家務工作培訓，包括廣東話的基礎課程，而菲律賓的類似機構只提供十四天的培訓。他們亦與香港的僱員中介合作，在印尼人開始在香港工作後，向他們收取較高的費用。香港的印尼家庭傭工有兩個工會，即印度尼西亞移民工人工會（IMWU）和印度尼西亞移民工人組織聯盟（KOTKIHO，Koalisi Organisasi Tenaga Kerja Indonesia Hong Kong）。
根據代表移民工人的組織的說法，警察對移民工人的恐嚇也是一個問題。低工資和雇主虐待也是一個問題；印尼工人每月只獲1800港元至2000港元。在1998年5月印尼黑色五月暴動期間，香港政府威脅要驅逐在香港的印尼勞工，以回應印尼政府對當地人對華人婦女犯下的罪行不採取行動。然而他們最後沒有採取行動。

## 匯款和儲蓄
在港印尼人多數依賴於朋友或其他非正式網絡把薪水送回家鄉，她們家人用這些收入做生意，可創造一到五個工作機會。

## 宗教
在2009年約有220,000名穆斯林生活在香港，其中129,999人是印尼人。
在其社區內，主要由非政府組織向印度尼西亞穆斯林和其他穆斯林提供服務。這些非政府組織大多數都有阿拉伯語和古蘭經的課程，以便兒童和新穆斯林可以學習他們所需要的宗教習俗和語言。
在香港有七所伊斯蘭學校，主要由非政府伊斯蘭組織，例如中華回教博愛社主辦。其中一些有成員計劃，並提供圖書館，零售等服務。有些人在宗教慶祝活動期間也聚集在清真寺。如果他們似乎主要在社群內互動，那是因為他們的社會價值觀和道德標準與主流香港文化不同。
2015年，一名被指親伊斯兰国的印尼傳道人原定到香港向印傭演講傳道，但是被香港特別行政區政府禁止入境，相關講座被迫取消。